# Antonio Beretta

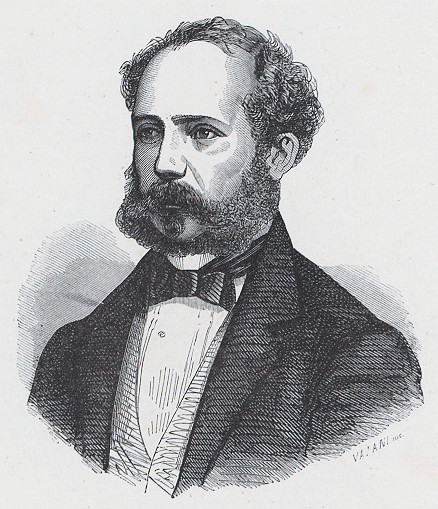
Antonio Beretta

Antonio Beretta (Siziano, 17 de abril de 1808-Roma, 14 de noviembre de 1891) era un terrateniente italiano que fue político del PLI y miembro de la Società Storica Lombarda.
Fue alcalde de Milán y Víctor Manuel II lo nombró senador vitalicio.